# Tlépolemosz (régens)
Tlépolemosz (Τληπόλεμος) ptolemaida kori tábornok és politikus, V. Ptolemaiosz alatt Egyiptom régense.
Apját Arpatésznek hívták, nagyapja talán Tlépolemosz ptolemaida politikus volt. Polübiosz szerint felesége Danaé, Démétér papnője volt. Tlépolemosz IV. Ptolemaiosz alatt a csapatok parancsnoka volt, majd a király halála (i. e. 204) után Peluszium sztratégosza. I. e. 203-ban kirobbantotta az alexandriai felkelést, melynek során Agathoklészt, Egyiptom régensét (epitroposzát) megfosztották a hatalomtól. Tlépolemosz és Szoszibiosz átvették a hatalmat és a kiskorú V. Ptolemaiosz régensei lettek. Tlépolemosz még ugyanebben az évben elmozdította Szoszibioszt és i. e. 202 tavaszától vagy nyarától egyedül kormányzott. Mivel a szeleukidák ebben az időben fenyegetést jelentettek Egyiptomra, Tlépolemosz a Római Birodalom védelmét kérte, de elutasították.
Tlépolemoszt már i. e. 201-ben elmozdította helyéről Alüzeiai Arisztomenész. Polübiosz úgy tartja, azért, mert Tlépolemosz alkalmatlan volt a kormányzásra, főleg a fenyegető szeleukida veszély fényében. Tlépolemosz visszatért Xanthoszba, ahol a város papja lett, először a ptolemaida, majd a szeleukida uralom alatt. Ebben a pozíciójában valószínűleg leszármazottai követték.

## Fordítás
- Ez a szócikk részben vagy egészben  a   Tlepolemos (Regent) című német Wikipédia-szócikk ezen változatának fordításán alapul.  Az eredeti cikk szerkesztőit annak laptörténete sorolja fel. Ez a jelzés csupán a megfogalmazás eredetét és a szerzői jogokat jelzi, nem szolgál a cikkben szereplő információk forrásmegjelöléseként.